# Lijst van voetbalinterlands Cuba - Zweden
Deze lijst van voetbalinterlands is een overzicht van alle officiële voetbalwedstrijden tussen de nationale teams van Cuba en Zweden. De landen hebben tot op heden een keer tegen elkaar gespeeld. Dat was een kwartfinale van het Wereldkampioenschap voetbal 1938 in Antibes (Frankrijk) op 12 juni 1938.

## Wedstrijden
| № | Plaats  | Datum        | Competitie | Wedstrijd     | Uitslag |
| - | ------- | ------------ | ---------- | ------------- | ------- |
| 1 | Antibes | 12 juni 1938 | WK 1938    | Zweden − Cuba | 8 − 0   |

## Samenvatting
| Competitie   | Totaal gespeeld | Winst Cuba | Gelijk | Winst Zweden | Doelsaldo Cuba – Zweden |
| ------------ | --------------- | ---------- | ------ | ------------ | ----------------------- |
| WK-eindronde | 1               | 0          | 0      | 1            | 0 − 8                   |
| Totaal       | 1               | 0          | 0      | 1            | 0 − 8                   |

Wedstrijden bepaald door strafschoppen worden, in lijn met de FIFA, als een gelijkspel gerekend.

## Details

### Eerste ontmoeting
| WK 1938 (Antibes, Frankrijk, 12 juni 1938): |       |      |
| Zweden | 8 – 0 | Cuba |
| Harry Andersson 9' Gustav Wetterström 22' Gustav Wetterström 37' Gustav Wetterström 44' Tore Keller 80' Harry Andersson 81' Arne Nyberg 84' Harry Andersson 89' | goals |      |

AFC · A-internationals · Bondscoaches · Cubaans vrouwenelftal · Cuba U21 · Cuba U20 · Cuba U19 · Cuba U18 · Cuba U17
1920 – 1949 ·
1950 – 1969 ·
1970 – 1979 ·
1980 – 1989 ·
1990 – 1999 ·
2000 – 2009 ·
2010 – 2019 ·
2020 − 2029
WK 1938
OS 1976 ·
OS 1980
Albanië ·
Algerije ·
Angola ·
Antigua en Barbuda ·
Aruba ·
Bahama's ·
Barbados ·
Belize ·
Bermuda ·
Bolivia ·
Britse Maagdeneilanden ·
Bulgarije ·
Canada ·
Chili ·
China ·
Colombia ·
Costa Rica ·
Curaçao ·
DDR ·
Dominica ·
Dominicaanse Republiek ·
Ecuador ·
El Salvador ·
Ghana ·
Grenada ·
Guatemala ·
Guyana ·
Haïti ·
Honduras ·
Indonesië ·
Jamaica ·
Kaaimaneilanden ·
Kameroen ·
Mexico ·
Nicaragua ·
Nederlandse Antillen ·
Panama ·
Puerto Rico ·
Roemenië ·
Saint Kitts en Nevis ·
Saint Lucia ·
Saint Vincent en de Grenadines ·
Suriname ·
Trinidad en Tobago ·
Turks en Caicoseilanden ·
Uruguay ·
Venezuela ·
Verenigde Staten ·
Zuid-Korea ·
Zweden
SvFF · A-internationals · Selecties · Bondscoaches · Zweeds vrouwenelftal · Olympisch elftal · Zweden U21 · Zweden U20 · Zweden U19 · Zweden U18 · Zweden U17 · Zweden U16 · Vrouwen U17
1908 – 1919 ·
1920 – 1929 ·
1930 – 1939 ·
1940 – 1949 ·
1950 – 1959 ·
1960 – 1969 ·
1970 – 1979 ·
1980 – 1989 ·
1990 – 1999 ·
2000 – 2009 ·
2010 – 2019 ·
2020 − 2029
EK 1960 · 
EK 1964 · 
EK 1968 · 
EK 1972 · 
EK 1976 · 
EK 1980 · 
EK 1984 · 
EK 1988 · 
EK 1992 ·
EK 1996 · 
EK 2000 ·
EK 2004 ·
EK 2008 ·
EK 2012 · 
EK 2016 · 
EK 2020
WK 1930 · 
WK 1934 ·
WK 1938 ·
WK 1950 ·
WK 1954 · 
WK 1958 ·
WK 1962 · 
WK 1966 · 
WK 1970 ·
WK 1974 ·
WK 1978 ·
WK 1982 · 
WK 1986 · 
WK 1990 ·
WK 1994 ·
WK 1998 · 
WK 2002 ·
WK 2006 ·
WK 2010 · 
WK 2014 · 
WK 2018
OS 1908 · 
OS 1912 · 
OS 1920 · 
OS 1924 · 
OS 1928 · 
OS 1932 · 
OS 1936 · 
OS 1948 · 
OS 1952 · 
OS 1956 · 
OS 1964 · 
OS 1968 · 
OS 1972 · 
OS 1976 · 
OS 1980 · 
OS 1984 · 
OS 1988 · 
OS 1992 · 
OS 1996 · 
OS 2000 · 
OS 2004 · 
OS 2008 · 
OS 2012 · 
OS 2016
1908 · 
1909 · 
1910 · 
1911 · 
1912 · 
1913 · 
1914 · 
1915 · 
1916 · 
1917 · 
1918 · 
1919 · 
1920 · 
1921 · 
1922 · 
1923 · 
1924 · 
1925 · 
1926 · 
1927 · 
1928 · 
1929 · 
1930 · 
1931 · 
1932 · 
1933 · 
1934 · 
1935 · 
1936 · 
1937 · 
1938 · 
1939 · 
1940 ·
1941 ·
1942 ·
1943 ·
1944  ·
1945 · 
1946 · 
1947 · 
1948 · 
1949 · 
1950 · 
1952 · 
1952 · 
1953 · 
1954 · 
1955 · 
1956 · 
1957 · 
1958 · 
1959 ·
1960 · 
1961 · 
1962 · 
1963 · 
1964 · 
1965 · 
1966 · 
1967 · 
1968 · 
1969 ·
1970 · 
1971 · 
1972 · 
1973 · 
1974 · 
1975 · 
1976 · 
1977 · 
1978 · 
1979 ·
1980 · 
1981 · 
1982 · 
1983 · 
1984 · 
1985 · 
1986 · 
1987 · 
1988 · 
1989 · 
1990 · 
1991 · 
1992 · 
1993 · 
1994 · 
1995 · 
1996 · 
1997 · 
1998 · 
1999 · 
2000 · 
2001 · 
2002 · 
2003 · 
2004 · 
2005 · 
2006 · 
2007 · 
2008 · 
2009 · 
2010 · 
2011 · 
2012 · 
2013 · 
2014 · 
2015 · 
2016 · 
2017 · 
2018 ·
2019 ·
2020 ·
2021
Albanië ·
Algerije ·
Argentinië ·
Armenië ·
Australië ·
Azerbeidzjan ·
Bahrein ·
Barbados ·
België ·
Bosnië en Herzegovina ·
Botswana ·
Brazilië ·
Bulgarije ·
Chili ·
China ·
Colombia ·
Costa Rica ·
Cuba ·
Cyprus ·
DDR ·
Denemarken ·
Duitsland ·
Ecuador ·
Egypte ·
Engeland ·
Estland ·
Faeröer ·
Finland ·
Frankrijk ·
Georgië ·
Griekenland ·
Hongarije ·
Ierland ·
IJsland ·
Iran ·
Israël ·
Italië ·
Ivoorkust ·
Jamaica ·
Japan ·
Joegoslavië ·
Jordanië ·
Kameroen ·
Kazachstan ·
Kosovo ·
Kroatië ·
Letland ·
Liechtenstein ·
Litouwen ·
Luxemburg ·
Maleisië ·
Malta ·
Mexico ·
Moldavië ·
Montenegro ·
Nederland ·
Nieuw-Zeeland ·
Nigeria ·
Noord-Ierland ·
Noord-Korea ·
Noord-Macedonië ·
Noorwegen ·
Oekraïne ·
Oezbekistan ·
Oman ·
Oostenrijk ·
Paraguay ·
Peru ·
Polen ·
Portugal ·
Qatar ·
Roemenië ·
Rusland ·
San Marino ·
Saoedi-Arabië ·
Schotland ·
Senegal ·
Servië ·
Singapore ·
Slovenië ·
Slowakije ·
Sovjet-Unie ·
Spanje ·
Syrië ·
Thailand ·
Trinidad en Tobago ·
Tsjechië ·
Tsjecho-Slowakije ·
Tunesië ·
Turkije ·
Uruguay ·
Venezuela ·
Verenigde Arabische Emiraten ·
Verenigde Staten ·
Verenigd Koninkrijk ·
Wales ·
Wit-Rusland ·
Zuid-Afrika ·
Zuid-Korea ·
Zwitserland
Brazilië (1958) ·
Duitsland (2006) ·
Duitsland (2018) ·
Engeland (2006) ·
Engeland (2012) ·
Engeland (2018) ·
Frankrijk (2012) ·
Griekenland (2008) ·
Ierland (2016) ·
Italië (2016) ·
Mexico (2018) ·
Oekraïne (2012) ·
Oekraïne (2021) ·
Paraguay (2006) ·
Polen (2021) ·
Rusland (2008) ·
Slowakije (2021) ·
Spanje (2008) ·
Spanje (2021) ·
Trinidad en Tobago (2006) ·
Zuid-Korea (2018) ·
Zwitserland (2018)